# Dieuwke Kollewijn
Dieuwke Kollewijn (Schoorl, 21 juni 1918 – Wolvega, 7 oktober 2015) was een Nederlandse kunstenares, die zich in het begin en eind van haar carrière veel met boekbinden heeft beziggehouden. Vanaf de jaren zestig heeft zij ook geschilderd. Haar schilderijen zijn zowel abstract als figuratief. Verder maakte ze glas- en emaillekunst, onder meer voor glas-in-loodramen.

## Leven en werk
Kollewijn ging na de Middelbare Meisjesschool te Bussum lessen volgen op het Instituut voor kunstnijverheidsonderwijs in Amsterdam. Hier werd zij beïnvloed door Tine Baanders en John B. Smits en leerde zij het vak van handboekbinden. Vanaf eind jaren dertig bouwde zij langzaam een kring van opdrachtgevers op. 

In de oorlog kwamen er veel joden naar haar toe. „Bind dat in" zeiden ze, „voor straks, voor later..." De volgende morgen werden ze op transport gesteld, naar Duitsland... Na de oorlog was er een hausse in bibliofiele uitgaven. Herinneringswerken. Boekwerken ter gelegenheid van koninklijke bezoeken, de abdicatie van de oude koningin. Ik ging veel voor de regering doen", vertelt Kollewijn. Veel ook voor steden die bepaalde delen in een fraaie band gevat wilden hebben. Over één band deed ik soms vier weken.

Vlak na de Tweede Wereldoorlog werkte zij in Voorburg op het handbindatelier van H. van Rijmenam. Zij was in die periode getrouwd (ze heette toen Dieuwke Aalbers-Kollewijn) en kreeg ten minste een kind. Ze behaalde het diploma Meister der Einbandkunst (MDE). In de jaren zestig begon zij als zelfstandig handboekbinder en was destijds een van de weinigen in Nederland die dit ambacht beheersten. Onder andere restaureerde zij de Delftsche Bijbel (het eerste in Nederland gedrukte boek). Voor haar boekrestauraties maakte zij veel gebruik van eigen gemaakte marmers.
Tussen 1968 en 1977 woonde zij in het Zuid-Hollandse Voorschoten. Daar exposeerde en verkocht zij tweemaal per jaar aan huis. Vanaf 1977 woonde zij lange tijd in het Friese dorpje Blesdijke. De laatste jaren woont zij in Wolvega, waar zij in 2007 op 89-jarige leeftijd nog een expositie had. In oktober 2015 overleed zij op 97-jarige leeftijd.

## Collecties
Vele van haar boekbanden zijn opgenomen in de collecties van de Koninklijke Bibliotheek en de Provinciale Bibliotheek van Friesland in Leeuwarden. Een deel van haar boekbindgereedschappen bevindt zich nu in het Fries Grafisch Museum. 

## Voetnoten
1. ↑  Overlijdensadvertentie op familieberichten.nl
2. ↑   Reformatorisch Dagblad, interview uit 1972, Religieuze kunst boeit mij het meest (21 april 1972)
3. ↑  www.stellingwerf.nl, 89-Jarige exposeert in De Rank[dode link]